# Albrecht Konrad Finck von Finckenstein

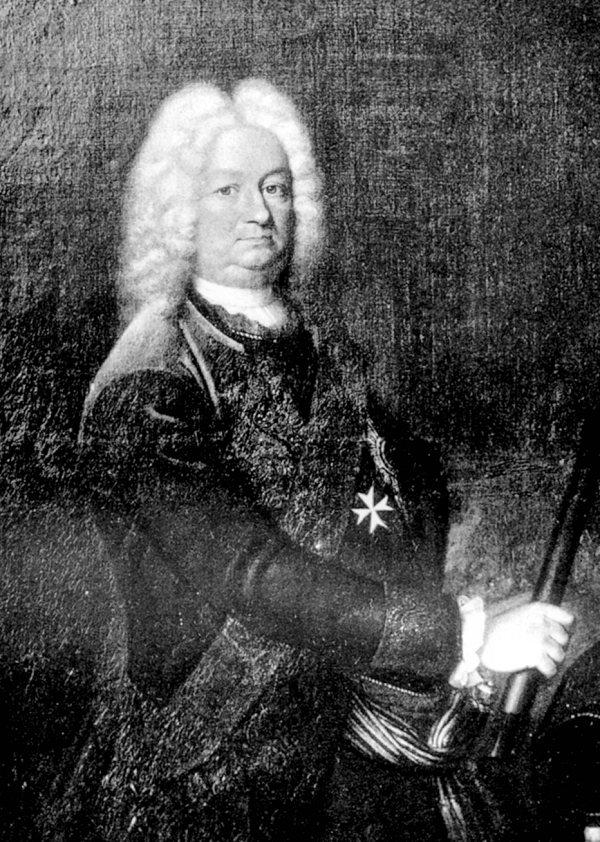
Conde Albrecht Konrad Finck von Finckenstein.

Albrecht Konrad Reinhold Finck von Finckenstein (30 de octubre de 1660 - 16 de diciembre de 1735) fue un noble, Mariscal de Campo y político prusiano.
Finck von Finckenstein provenía de una antigua familia noble prusiana originaria de Carintia y era el hijo de un chambelán prusiano.
Nació en Saberau, Prusia Oriental y se convirtió en Mariscal de Campo prusiano y tutor de dos príncipes de la corona prusianos, Gobernador de Pillau, general de un regimiento, caballero de la Orden del Águila Negra, Caballero de la Orden de San Juan, Capitán en Krossen, así como máster de la finca Finckenstein.
Fue al servicio de guerra en los Países Bajos y Francia, pero dimitió del servicio francés cuando Luis XIV se movilizó contra Alemania y destruyó Heidelberg y el Castillo de Heidelberg en 1689. Adquirió un puesto como Mayor prusiano en 1689 a través de la "prudencia y moderación, así como una conducta excepcional". Fue Lord Chambelán para dos príncipes de la corona, en 1710 se convirtió en Conde Imperial (Reichsgraf) del Sacro Imperio Romano Germánico y Conde (Graf) en Prusia después de la batalla de Malplaquet en la que lideró con suceso a las fuerzas prusianas a las órdenes del Príncipe Eugenio. Su carrera militar culminó en 1733 cuando fue hecho Mariscal de Campo prusiano.
Entre los años 1716 y 1720, Finck von Finckenstein hizo construir el Palacio Finckenstein según los diseños de John von Collas.